# Marilia salta
Marilia salta är en nattsländeart som beskrevs av Oliver S. Flint Jr. 1983. Marilia salta ingår i släktet Marilia och familjen böjrörsnattsländor. Inga underarter finns listade i Catalogue of Life.